# HNK Brotnjo Čitluk
Hrvatski nogometni klub Brotnjo Čitluk hrvatski je nogometni klub iz zapadnohercegovačkog mjesta Čitluk u Bosni i Hercegovini. Trenutačno sudjeluje u Drugoj ligi FBiH – Jug.
Svoje utakmice igra na stadionu Bare koji može primiti do 8000 gledatelja. Ime „Brotnjo” dolazi od povijesnog imena za čitlučki kraj.

## Povijest
Osnovan je 1951. pod nazivom Zadrugar. Godine 1954. mijenja ime u Brotnjo. Za vrijeme Jugoslavije većinski se natjecao u Hercegovačkoj zoni. Klub je prestao djelovati tijekom rata, no obnovljen je 1993. te se od tada natječe u Prvoj ligi Herceg-Bosne. U sezoni 1998./99. osvojio je kup Herceg-Bosne. Ostvarivši drugo mjesto u Prvoj ligi Herceg-Bosne 1999./00., Brotnjo je zaigrao u doigravanju za prvaka Federacije BiH koje je osvojio. Postavši prvak Federacije BiH, Brotnjo je zaigrao u kvalifikacijama za UEFA Ligu prvaka 2000./01. gdje ga je eliminirao Žalgiris Kaunas. Bio je doprvak Premijer lige Federacije BiH 2000./01. U sezoni 2003./04. ispada iz Premijer lige BiH.

## Uspjesi
- Prvak Federacije BiH: 2000.
- Kup Herceg-Bosne: 1998./99.

## Pregled plasmana po sezonama
| Sezona    | Rang | Liga                  | Plasman | Izvori |
| --------- | ---- | --------------------- | ------- | ------ |
| 2016./17. | III. | Druga liga FBiH – Jug | 13.     | [ 2 ]  |
| 2017./18. | III. | Druga liga FBiH – Jug | 4.      | [ 3 ]  |
| 2018./19. | III. | Druga liga FBiH – Jug | 6.      | [ 4 ]  |
| 2019./20. | III. | Druga liga FBiH – Jug | 11.     | [ 5 ]  |
| 2020./21. | III. | Druga liga FBiH – Jug | 10.     | [ 6 ]  |
| 2021./22. | III. | Druga liga FBiH – Jug | 8.      | [ 7 ]  |
| 2022./23. | III. | Druga liga FBiH – Jug | 5.      | [ 8 ]  |
| 2023./24. | III. | Druga liga FBiH – Jug | 2.      | [ 9 ]  |
| 2024./25. | III. | Druga liga FBiH – Jug | –       |        |

## Nastupi u Kupu BiH
2001./02.
- šesnaestina finala:  HNK Brotnjo Čitluk – FK Borac Banja Luka 4:2, 3:4
- osmina finala: HNK Brotnjo Čitluk – FK Olimpik Sarajevo 1:1, 1:1 (6:5 p)[11]
- četvrtina finala: FK Sarajevo – HNK Brotnjo Čitluk 4:0, 0:0

2002./03.
- šesnaestina finala: FK Saobraćajac Sarajevo – HNK Brotnjo Čitluk 1:1, 1:1 (3:5 p)[13]
- osmina finala: FK Leotar Trebinje (I) – HNK Brotnjo Čitluk 3:0, 1:2

2003./04.
- šesnaestina finala: FK Sloboda Novi Grad (II) – HNK Brotnjo Čitluk 1:0

2007./08.
- šesnaestina finala: HNK Brotnjo Čitluk – FK Sloga Doboj (II) 6:0
- osmina finala: HNK Brotnjo Čitluk – FK Laktaši (I) 2:2, 1:4

2011./12.
- šesnaestina finala: FK Borac Banja Luka (I) – HNK Brotnjo Čitluk 3:1

2016./17.
- šesnaestina finala: HNK Brotnjo Čitluk – FK Željezničar Sarajevo (I) 0:7

2023./24.
- šesnaestina finala: HNK Brotnjo Čitluk – NK GOŠK Gabela (I) 0:5

## Nastupi u europskim natjecanjima
| Sezona    | Natjecanje         | Kolo                    |  | Protivnik       | Doma | U gostima |
| --------- | ------------------ | ----------------------- |  | --------------- | ---- | --------- |
| 2000./01. | UEFA Liga prvaka   | 1. kvalifikacijsko kolo |  | Žalgiris Kaunas | 3:0  | 0:4       |
| 2001./02. | Kup UEFA           | Kvalifikacijsko kolo    |  | Viking FK       | 1:1  | 0:1       |
| 2002.     | UEFA Intertoto kup | 1. kolo                 |  | FC Zürich       | 2:1  | 0:7       |

## Vanjske poveznice
- Profil, Facebook
- Profil, Sportsport.ba